# Selena LIVE! The Last Concert
Albums de Selena
All My Hits Vol. 2 (en)
(2000) Ones (en)
(2002)
Selena Live ! The Last Concert est un album live de la chanteuse américaine Selena. Il a été enregistré le 26 février 1995 au Houston Astrodome et a été télévisé en direct sur Univision.

## Contexte
La dernière performance live de Selena a été enregistrée à l'Astrodome de Houston un mois avant sa mort tragique.
L'album a été publié à titre posthume par EMI Latin le 27 mars 2001. La chanteuse a partagé le concert avec le chanteur tejano Emilio Navaira (en) et s'est produite devant 66 994 personnes,, ce qui a battu le précédent record de fréquentation détenu par la même Selena l'année précédente. Le concert a été salué par la critique pour avoir dépassé les ventes de billets des chanteurs de musique country Vince Gill, Reba McEntire et George Strait,. Le concert de Selena à l'Astrodome a été son dernier concert télévisé avant qu'elle ne soit tuée par balle le 31 mars 1995.
À l'époque, les journalistes ont fait des éloges de la chanteuse, citant l'éventail des chansons interprétées, ainsi que la chorégraphie « voluptueuse et sensuelle » de Selena. Depuis, les critiques considèrent ce concert comme l'une de ses meilleures performances — il a été mis en scène par Jennifer Lopez dans le film biographique de 1997. La combinaison violette portée lors du concert — exposée dans un musée géré par la famille de la chanteuse à Corpus Christi, au Texas — reste un costume d'Halloween populaire auprès des enfants et des adultes,.
La liste des chansons interprétées comprenait principalement des morceaux de son album Amor prohibido (1994) et un medley mêlant les chansons disco I Will Survive, Funkytown, Last Dance, The Hustle et On the Radio, respectivement interprétées par Gloria Gaynor, Lipps Inc., Donna Summer, Van McCoy, une seconde chanson de Donna Summer. L'album a atteint la première place du classement Billboard Latin Pop Albums (en) aux États-Unis, devenant ainsi le deuxième numéro un de la chanteuse dans ce classement depuis Dreaming of you (1995). Il a valu à la chanteuse une nomination pour l'album pop de l'année, féminin, aux Billboard Latin Music Awards de 2002.

## Sortie en DVD
Live : The Last Concert est sorti en DVD le 2 septembre 2003 par Image Entertainment (en) et Q-Productions.
Parmi les caractéristiques contenues dans le DVD, le spectateur peut choisir entre deux menus principaux différents, espagnol ou anglais, afin de changer la langue de la biographie et du menu. D'une durée de 99 minutes, le DVD comprend une biographie de la chanteuse et un aperçu supplémentaire de 44 minutes des coulisses du tournage de Selena (1997). La liste des chapitres du DVD est identique à celle de l'album, à l'exception des notes audio.

## Pistes
| Live! The last concert | Live! The last concert            | Live! The last concert                                                                                 | Live! The last concert | Live! The last concert | Live! The last concert | Live! The last concert | Live! The last concert | Live! The last concert | Live! The last concert |
| No                     | Titre                             | Auteur                                                                                                 | Durée                  |                        |                        |                        |                        |                        |                        |
| ---------------------- | --------------------------------- | --- | ---------------------- | ---------------------- | ---------------------- | ---------------------- | ---------------------- | ---------------------- | ---------------------- |
| 1.                     | Medley disco                      | Frederick Perren, Dino Fekaris, Steve Greenberg, Paul Jabara, Van McCoy, Donna Summer, Giorgio Moroder | 07:44                  |                        |                        |                        |                        |                        |                        |
| 2.                     | Amor prohibido (en)               | Selena Quintanilla, A. B. Quintanilla, Pete Astudillo                                                  | 02:06                  |                        |                        |                        |                        |                        |                        |
| 3.                     | Baila esta cumbia (en)            | A. B. Quintanilla, Pete Astudillo                                                                      | 03:12                  |                        |                        |                        |                        |                        |                        |
| 4.                     | Tus desprecios                    | A. B. Quintanilla, Ricky Vela                                                                          | 02:29                  |                        |                        |                        |                        |                        |                        |
| 5.                     | Cobarde                           | José Luis Borrego                                                                                      | 01:57                  |                        |                        |                        |                        |                        |                        |
| 6.                     | Techno cumbia (en)                | A. B. Quintanilla, Pete Astudillo                                                                      | 03:45                  |                        |                        |                        |                        |                        |                        |
| 7.                     | La carcacha (en)                  | A. B. Quintanilla, Pete Astudillo                                                                      | 06:47                  |                        |                        |                        |                        |                        |                        |
| 8.                     | No me queda más (en)              | Ricky Vela                                                                                             | 03:37                  |                        |                        |                        |                        |                        |                        |
| 9.                     | Bidi bidi bom bom (en)            | Selena Quintanilla, Pete Astudillo                                                                     | 04:13                  |                        |                        |                        |                        |                        |                        |
| 10.                    | Si una vez (en)                   | A. B. Quintanilla, Pete Astudillo                                                                      | 03:26                  |                        |                        |                        |                        |                        |                        |
| 11.                    | El chico del apartamento 512 (en) | A. B. Quintanilla, Ricky Vela                                                                          | 03:16                  |                        |                        |                        |                        |                        |                        |
| 12.                    | Ya ves                            | A. B. Quintanilla, Pete Astudillo                                                                      | 02:48                  |                        |                        |                        |                        |                        |                        |
| 13.                    | Como la flor                      | Selena Quintanilla, A. B. Quintanilla, Pete Astudillo, Ricky Vela                                      | 06:45                  |                        |                        |                        |                        |                        |                        |
| 55:52                  |                                   | |                        |                        |                        |                        |                        |                        |                        |